# Saint-Mars-la-Brière
Saint-Mars-la-Brière és un municipi francès situat al departament del Sarthe i a la regió de País del Loira. L'any 2007 tenia 2.400 habitants.

## Demografia

### Població
El 2007 la població de fet de Saint-Mars-la-Brière era de 2.400 persones. Hi havia 956 famílies de les quals 209 eren unipersonals (63 homes vivint sols i 146 dones vivint soles), 354 parelles sense fills, 342 parelles amb fills i 51 famílies monoparentals amb fills.
La població ha evolucionat segons el següent gràfic:
Habitants censats

### Habitatges
El 2007 hi havia 1.064 habitatges, 975 eren l'habitatge principal de la família, 32 eren segones residències i 57 estaven desocupats. 1.011 eren cases i 50 eren apartaments. Dels 975 habitatges principals, 741 estaven ocupats pels seus propietaris, 223 estaven llogats i ocupats pels llogaters i 11 estaven cedits a títol gratuït; 10 tenien una cambra, 68 en tenien dues, 164 en tenien tres, 308 en tenien quatre i 425 en tenien cinc o més. 812 habitatges disposaven pel capbaix d'una plaça de pàrquing. A 362 habitatges hi havia un automòbil i a 515 n'hi havia dos o més.

### Piràmide de població
La piràmide de població per edats i sexe el 2009 era:
| Homes | Edats   | Dones |
| ----- | ------- | ----- |
| 0     | 95 o +  | 0     |
| 0     | 90 a 94 | 0     |
| 4     | 85 a 89 | 24    |
| 4     | 80 a 84 | 20    |
| 20    | 75 a 79 | 36    |
| 40    | 70 a 74 | 48    |
| 60    | 65 a 69 | 44    |
| 52    | 60 a 64 | 64    |
| 64    | 55 a 59 | 84    |
| 104   | 50 a 54 | 84    |
| 96    | 45 a 49 | 64    |
| 108   | 40 a 44 | 104   |
| 88    | 35 a 39 | 104   |
| 108   | 30 a 34 | 84    |
| 60    | 25 a 29 | 68    |
| 84    | 20 a 24 | 48    |
| 104   | 15 a 19 | 64    |
| 64    | 10 a 14 | 76    |
| 64    | 5 a 9   | 88    |
| 72    | 0 a 4   | 84    |

## Economia
El 2007 la població en edat de treballar era de 1.591 persones, 1.201 eren actives i 390 eren inactives. De les 1.201 persones actives 1.129 estaven ocupades (587 homes i 542 dones) i 70 estaven aturades (38 homes i 32 dones). De les 390 persones inactives 165 estaven jubilades, 115 estaven estudiant i 110 estaven classificades com a «altres inactius».

### Ingressos
El 2009 a Saint-Mars-la-Brière hi havia 988 unitats fiscals que integraven 2.462 persones, la mediana anual d'ingressos fiscals per persona era de 18.733 €.

### Activitats econòmiques
Dels 87 establiments que hi havia el 2007, 3 eren d'empreses extractives, 2 d'empreses alimentàries, 2 d'empreses de fabricació de material elèctric, 5 d'empreses de fabricació d'altres productes industrials, 12 d'empreses de construcció, 19 d'empreses de comerç i reparació d'automòbils, 10 d'empreses de transport, 5 d'empreses d'hostatgeria i restauració, 2 d'empreses financeres, 3 d'empreses immobiliàries, 14 d'empreses de serveis, 5 d'entitats de l'administració pública i 5 d'empreses classificades com a «altres activitats de serveis».
Dels 28 establiments de servei als particulars que hi havia el 2009, 1 era una gendarmeria, 1 oficina de correu, 4 tallers de reparació d'automòbils i de material agrícola, 1 taller d'inspecció tècnica de vehicles, 1 paleta, 1 guixaire pintor, 5 fusteries, 4 lampisteries, 3 perruqueries, 1 veterinari, 3 restaurants, 2 agències immobiliàries i 1 saló de bellesa.
Dels 5 establiments comercials que hi havia el 2009, 1 era una botiga de més de 120 m², 1 una fleca, 1 una carnisseria, 1 una botiga d'equipament de la llar i 1 una floristeria.
L'any 2000 a Saint-Mars-la-Brière hi havia 16 explotacions agrícoles que ocupaven un total de 532 hectàrees.

## Equipaments sanitaris i escolars
L'únic equipament sanitari que hi havia el 2009 era una farmàcia.
El 2009 hi havia 1 escola maternal i 1 escola elemental.

## Poblacions més properes
El següent diagrama mostra les poblacions més properes.